# Stenus crassus
Stenus crassus – gatunek chrząszcza z rodziny kusakowatych i podrodziny myśliczków (Steninae).
Gatunek ten został opisany w 1833 roku przez Jamesa Francisa Stephensa.
Chrząszcz o ciele długości od 2,5 do 3,5 mm, z wierzchu błyszczącym i gładko punktowanym. Głowę cechują wyraźne boczne wklęśnięcia czoła. Przedplecze jest najszersze przed środkiem długości, a jego przedni brzeg jest dłuższy od tylnego. Początkowe tergity odwłoka wyposażone są w cztery krótkie, wyraźnie zaznaczone listewki w częściach nasadowych. Odnóża są ubarwione czarno, niekiedy czarnobrunatnie. Stopy pozbawione są sercowatego wcięcia. Samce mają niezgrubiałe uda i pozbawione ząbków wierzchołkowych golenie.
Owad palearktyczny, eurosyberyjski, sięgający po Mongolię. W Polsce pospolity. Zasiedla pobrzeża wód, a także tereny otwarte, gdzie przebywa pod kamieniami, szczątkami roślinnymi i w pryzmach kompostowych.